# هنري بيكلز ويلسون
هنري بيكلز ويلسون هو رئيس تحرير صحيفة كندي، ولد في 1869، وتوفي في 1942.